# Princeton (Wisconsin)
Princeton és una població dels Estats Units a l'estat de Wisconsin. Segons el cens del 2000 tenia 1.504 habitants.

## Demografia
Segons el cens del 2000, Princeton tenia 1.504 habitants, 576 habitatges, i 353 famílies. La densitat de població era de 356,3 habitants per km².
Dels 576 habitatges en un 26,9% hi vivien nens de menys de 18 anys, en un 48,6% hi vivien parelles casades, en un 8,7% dones solteres, i en un 38,7% no eren unitats familiars. En el 34,2% dels habitatges hi vivien persones soles el 21,7% de les quals corresponia a persones de 65 anys o més que vivien soles. El nombre mitjà de persones vivint en cada habitatge era de 2,3 i el nombre mitjà de persones que vivien en cada família era de 2,97.
Per edats la població es repartia de la següent manera: un 21,1% tenia menys de 18 anys, un 6,5% entre 18 i 24, un 22,5% entre 25 i 44, un 20,1% de 45 a 60 i un 29,7% 65 anys o més.
L'edat mediana era de 45 anys. Per cada 100 dones de 18 o més anys hi havia 76,1 homes.
La renda mediana per habitatge era de 32.679 $ i la renda mediana per família de 41.023 $. Els homes tenien una renda mediana de 31.912 $ mentre que les dones 21.719 $. La renda per capita de la població era de 18.047 $. Aproximadament el 5,1% de les famílies i el 12,9% de la població estaven per davall del llindar de pobresa.

## Poblacions properes
El següent diagrama mostra les poblacions més properes.